# Karien Gubbels
Karien Gubbels es una deportista neerlandesa que compitió en ciclismo en la modalidad de BMX. Ganó una medalla de plata en el Campeonato Mundial de Ciclismo BMX de 1997 y dos medallas en el Campeonato Europeo de Ciclismo BMX, oro en 1997 y plata en 1998.

## Palmarés internacional
| Campeonato Mundial | Campeonato Mundial        | Campeonato Mundial | Campeonato Mundial |
| Año                | Lugar                     | Medalla            | Competición        |
| ------------------ | ------------------------- | ------------------ | ------------------ |
| 1997               | Saskatoon (Canadá)        | Medalla de plata   | Carrera            |
| Campeonato Europeo |                           |                    |                    |
| Año                | Lugar                     | Medalla            | Competición        |
| 1997               | Doetinchem (Países Bajos) | Medalla de oro     | Carrera            |
| 1998               | Schwedt (Alemania)        | Medalla de plata   | Carrera            |